# Николо-Комаровский сельсовет
Нико́ло-Комаро́вский се́льский сове́т — муниципальное образование в составе Камызякского района Астраханской области, Российская Федерация. Административный центр — село Никольское. Население сельсовета — 1446 чел. (2021).

## Географическое положение
Сельский совет расположен в северо-западной части района. По территории сельсовета протекают Старая Волга , Бахтемир и мелкие  протоки — Жиротопный, Табола, Шалбуркин, Медянка, Бахчевый, Грачёв и другие.
Граница сельсовета начинается от точек слияния ерика Чилимный и реки Чилимная, идёт вниз по реке Чилимная до границы с посёлком Волго-Каспийский, пересекая автодорогу «Астрахань — Николо-Комаровка» на протяжении 2 км до ерика Бахчевый, по нему 1300 м идёт на северо-восток до реки  Старая Волга, где поворачивает в юго-восточном направлении до слияния ериков Шалбуркин и Грачев. Далее идет по середине ерика Грачев, до границы с Икрянинским районом, идёт по границе в северо-западном направлении по середине ерика Безымянного, по середине реки Чилимная и по середине ерика Чилимный до первоначальной точки.
От села Никольское до районного центра г. Камызяка расстояние по шоссейной дороге составляет 35 км. До областного центра — 25 км. Связующим звеном с районным и областным центром является паромная переправа, которая находится на расстоянии 7 км от с. Никольское. Два населенных пункта с. Никольское и пос. Моряков расположены вдоль реки Старая Волга. Село Комаровка расположено вдоль реки Чилимка.

## Население
| 2010  | 2012  | 2013  | 2014  | 2015  | 2016  | 2017  |
| ----- | ----- | ----- | ----- | ----- | ----- | ----- |
| 1402  | ↘1387 | ↘1375 | ↗1381 | ↗1386 | ↘1357 | ↘1339 |
| 2018  | 2019  | 2020  | 2021  |       |       |       |
| ↘1337 | ↘1336 | ↘1323 | ↗1446 |       |       |       |

## Состав сельского поселения
В состав сельского поселения входят 3 населённых пункта
| № | Населённый пункт | Тип населённого пункта          | Население |
| - | ---------------- | ------------------------------- | --------- |
| 1 | Комаровка        | село                            | ↗392      |
| 2 | Моряков          | посёлок, административный центр | ↘202      |
| 3 | Никольское       | село                            | ↘24       |

## Хозяйство
Ведущая отрасль хозяйства — сельское хозяйство, представленное 4 крестьянско-фермерскими хозяйствами и 1 сельскохозяйственным предприятием — рыбхозом «Дружба». В структуре угодий наибольшую площадь занимают пастбища (40,5 %), сенокосы (39,8 %) и пашня (19,5 %). Животноводство — разведение крупного рогатого скота, свиней, овец, коз, лошадей и птиц, основная продукция — мясо, молоко, шерсть и яйца. Растениеводство — выращивание овощей, картофеля и кормовых трав. Развито рыболовство, работает рыболовецкий колхоз «Дружба».
Среди учреждений социальной сферы в центре сельсовета действуют 2 фельдшерско-акушерских пункта, Никольская средняя школа и Комаровская начальная школа в сумме на 300 мест, 2 детских сада (Никольский на 20 мест, Моряцкий на 25 мест), 2 сельские и 1 школьная библиотеки, 2 дома культуры в сумме на 320 мест. Действуют 11 магазинов.
Транспорт в сельсовете представлен автомобильной дорогой Астрахань-Бредовое и  рекой Старая Волга . Общая протяжённость путей составляет 27,6 км.